# Rezar (luchador)
Gzim Selmani (Huizen, 16 de junio de 1994) es un luchador profesional y expeleador de artes marciales mixtas albanés. Es conocido por haber trabajado para la empresa estadounidense WWE, donde se presentó bajo el nombre de Rezar y fue miembro de Authors of Pain. 
Entre sus logros, todos obtenidos con su compañero Akam, destaca un reinado como Campeón en Parejas de Raw, otro como Campeón en Parejas de NXT, y la victoria del Dusty Rhodes Tag Team Classic de 2016.

## Primeros años
Selmani es de una etnia albanokosovar que creció en los Países Bajos . Comenzó a practicar el judo desde la edad de cuatro años, tomó kickboxing a los 12 años y comenzó a entrenar en las artes marciales mixtas junto a su hermano Egzon a la edad de 15.

## Carrera como artista marcial mixto
Selmani se unió al equipo de gestión de Golden Glory y comenzó a competir en competiciones de artes marciales mixtas Shooto aficionados en los Países Bajos en 2012. Su primera pelea profesional fue en noviembre de 2012 contra Anatoli Ciumac, el cual ganó. Se enfrentó a Ante Delija por el Campeonato final Fight 05 y perdió por nocaut técnico. Selmani derrotó a Mario Milosavljevic en noviembre de 2013 para grabar su segunda victoria profesional, y golpeo a Tomaž Simonic en el Final Fight Championship 10 en Skopje, Macedonia. Selmani derrotó a Oli Thompson en 18 segundos en el evento principal de BAMMA 15 el 5 de abril de 2014 en Londres. Selmani compitió en el Bellator MMA en Bellator 130 en octubre de 2014, perdiendo por nocaut técnico ante Daniel Gallemore.

### Récord en artes marciales mixtas
| Resultado | Récord | Oponente            | Método                        | Evento                                        | Fecha                   | Ronda | Tiempo | Localización                    | Notas |
| --------- | ------ | ------------------- | ----------------------------- | --------------------------------------------- | ----------------------- | ----- | ------ | ------------------------------- | ----- |
| Derrota   | 4–2    | Daniel Gallemore    | TKO (Puños)                   | Bellator 130                                  | 24 de octubre de 2014   | 2     | 4:33   | Mulvane, Kansas, Estados Unidos |       |
| Victoria  | 4-1    | Oli Thompson        | Sumisión Técnica (Guillotina) | BAMMA 15                                      | 5 de abril de 2014      | 1     | 0:18   | Londres, Reino Unido            |       |
| Victoria  | 3-1    | Tomaz Simonic       | Sumisión (ahogo triangular)   | Final Fight Championship 10                   | 9 de diciembre de 2013  | 1     | 1:54   | Skopje, Macedonia               |       |
| Victoria  | 2-1    | Mario Milosavljevic | Sumisión (Guillotina)         | Bosnia Fight Championship 1                   | 9 de noviembre de 2013  | 1     | 0:35   | Sarajevo, Bosnia y Herzegovina  |       |
| Derrota   | 1-1    | Ante Delija         | TKO (puños)                   | Final Fight Championship 5                    | 24 de mayo de 2013      | 1     | 3:09   | Osijek, Croacia                 |       |
| Victoria  | 1-0    | Anatoli Ciumac      | TKO (retiro)                  | Klash Champions Battlefield 4 - Road to Glory | 24 de noviembre de 2012 | 2     | 5:00   | Brasov, Rumania                 |       |

## Carrera como luchador profesional

### WWE (2015-2020)

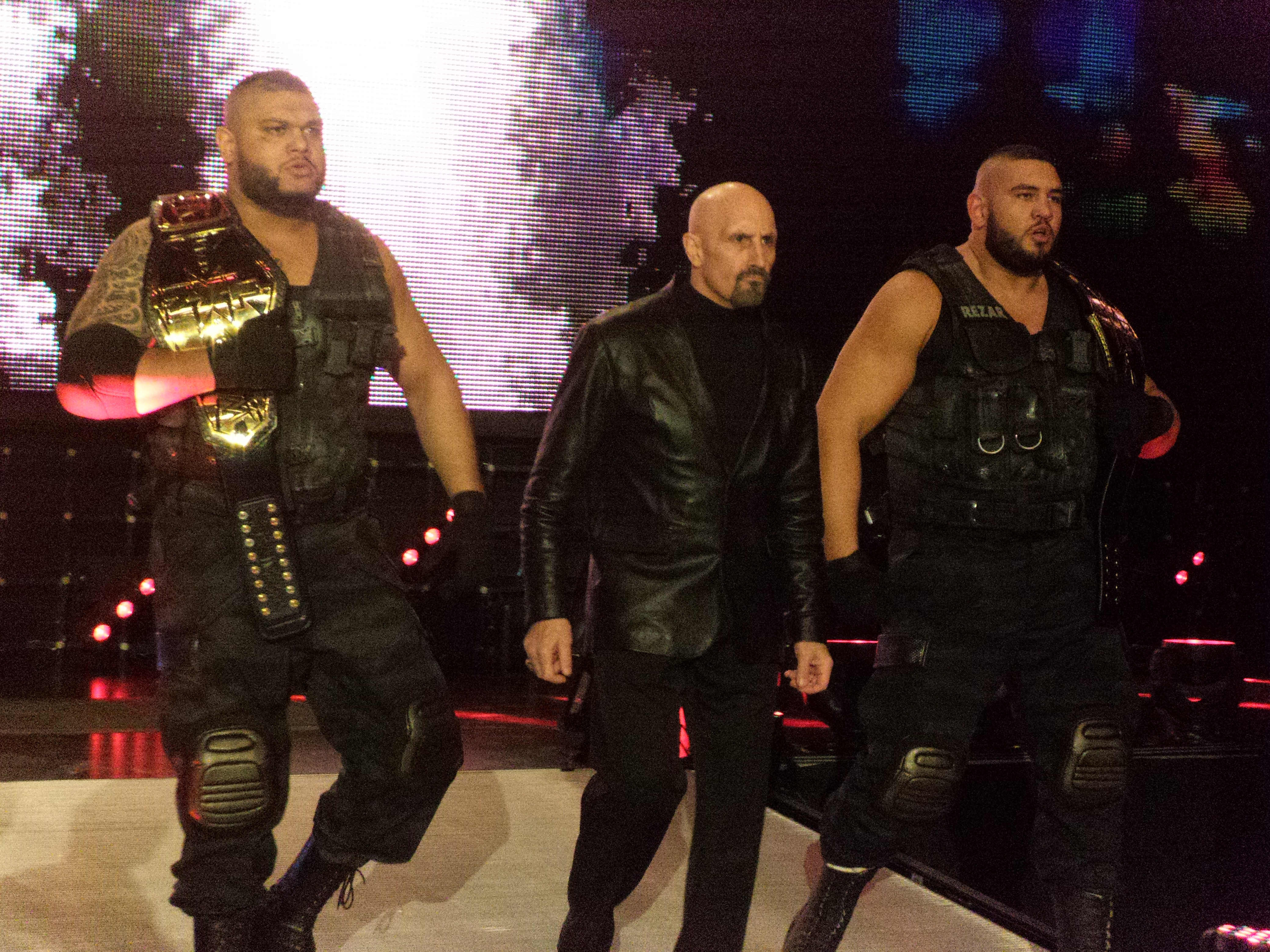
Akam (izquierda) y Rezar (derecha) con Paul Ellering (centro), como Campeones en Parejas de NXT en febrero de 2017.

En mayo de 2015, se informó que Selmani había firmado un contrato con WWE y comenzaría a entrenar para convertirse en luchador profesional en el WWE Performance Center. En octubre de 2015, WWE confirmó que Selmani era un recluta de desarrollo de la WWE que ya estaba entrenando en el Performance Center. Hizo su debut en el ring en un house show de NXT en Venice, Florida, el 30 de enero de 2016, perdiendo ante Josh Woods. En febrero de 2016, Selmani había formado un equipo con Sunny Dhinsa, y se hicieron conocidos como The Authors of Pain en abril de 2016.
Selmani y Dhinsa hicieron su debut televisado en NXT el 8 de junio de 2016 en NXT TakeOver: The End; después de la lucha por el Campeonato en Parejas de NXT, atacaron a los campeones American Alpha (Chad Gable & Jason Jordan) antes de salir detrás del escenario con Paul Ellering. En el episodio del 15 de junio de NXT, Authors of Pain ganaron su primer combate televisado y fueron dirigidos por Ellering. En el episodio del 24 de agosto de NXT, se reveló que el nombre de Selmani era Rezar, mientras que Dhinsa fue anunciado como Akam. El dúo ganó el Dusty Rhodes Tag Team Classic 2016, derrotando a TM61 en la final del torneo en NXT TakeOver: Toronto. En NXT TakeOver: San Antonio, Authors of Pain derrotaron a #DIY para ganar el Campeonato en Parejas de NXT. Retuvieron el título en NXT TakeOver: Orlando al derrotar a #DIY y The Revival en una lucha de eliminación por equipos al eliminar a ambos equipos. En NXT TakeOver: Chicago, el dúo participó en el primer evento principal de NXT Takeover por el Campeonato en Parejas de NXT al derrotar a #DIY en una lucha de escaleras para retener el título. En NXT TakeOver: Brooklyn III, los Authors of Pain perdieron los títulos ante SAnitY. En NXT TakeOver: WarGames, Authors of Pain y Roderick Strong compitieron en un WarGames Match de tres equipos que fue ganado por The Undisputed Era. En el episodio del 20 de diciembre de NXT, Authors of Pain perdió el Campeonato en Parejas de NXT ante Bobby Fish & Kyle O'Reilly. En NXT TakeOver: Philadelphia, Authors of Pain consiguió una revancha pero no tuvo éxito. En NXT TakeOver: New Orleans, Authors of Pain compitió en una lucha por equipos de Triple Amenaza por el Campeonato en Parejas de NXT y el trofeo del Dusty Rhodes Tag Team Classic que fue ganado por The Undisputed Era (Adam Cole & Kyle O'Reilly).
En el episodio del 9 de abril de Raw, The Authors of Pain, junto con Ellering, hicieron su debut en el roster principal, derrotando a Heath Slater & Rhyno. Después del combate, Akam y Rezar terminaron su asociación con Ellering alejándolo y dejándolo en el ring mientras regresaban al backstage. En el episodio del 3 de septiembre de Raw, The Authors of Pain, ahora bajo el nombre abreviado de «AOP», fueron acompañados al ring por el gerente general de 205 Live, Drake Maverick, quien se anunció como su nuevo manager.
En el episodio del 5 de noviembre de Raw, The Authors of Pain derrotaron a Seth Rollins en un handicap match para ganar el Campeonato en Parejas de Raw por primera vez. Luego derrotaron a los Campeones en Parejas de SmackDown, Cesaro & Sheamus, en una lucha entre marcas Campeón contra Campeón en Survivor Series. Perdieron los títulos ante Bobby Roode y Chad Gable en el episodio del 10 de diciembre de Raw. En enero de 2019, Akam sufrió una lesión en la pierna no revelada que, según los informes, lo mantendría fuera durante «al menos unos meses». Él y Akam regresaron a la acción en Super ShowDown el 7 de junio de 2019. 
En septiembre de 2019, AOP comenzó a aparecer en viñetas, advirtiendo de su regreso. Durante el Draft de la WWE de 2019 en octubre, AOP no fue reclutado, se convirtió en agente libre y pudo elegir con qué marca firmar. Tres días después de la conclusión del draft, AOP firmó con Raw, permaneciendo en la marca. Rezar comenzó a aparecer junto con Akam como discípulos de Seth Rollins. En marzo de 2020, se informó que Rezar sufrió una lesión en el bíceps y la lesión lo dejaría fuera de juego durante seis a ocho meses. El 4 de septiembre de 2020, AOP fue liberado de sus contratos con la WWE.

### Circuito independiente (2022)
En mayo de 2022, Gzim Selmani y Sunny Dhinsa, ahora conocidos como Legion of Pain, anunciaron el lanzamiento de su promoción de lucha libre profesional, Wrestling Entertainment Series (WES).

### Regreso a WWE (2023-2025)
Según un informe de Sean Ross Sapp de Fightful del 30 de agosto de 2023, Authors of Pain habían vuelto a firmar con la WWE en 2022 antes del regreso de Vince McMahon como presidente en enero de 2023 y estaban en la lista de viajes interna a mayo de 2023.
Durante el episodio del 22 de diciembre de SmackDown, Karrion Kross y Scarlett mostraron en viñetas a Rezar junto con Akam insinuando que regresarían como parte de una alianza.
En SmackDown: New Year's Revolution, Rezar, junto con Akam y Paul Ellering, hicieron su regreso televisado a la WWE, ayudando a Karrion Kross y Scarlett a atacar a Bobby Lashley y The Street Profits, confirmando su alianza en el proceso.
El 7 de febrero de 2025, Rezar fue liberado de su contrato por WWE.

## Campeonatos y logros
- WWE
  - NXT Tag Team Championship (1 vez) - con Akam
  - Raw Tag Team Championship (1 vez) - con Akam
  - Dusty Rhodes Tag Team Classic (2016) - con Sunny Dhinsa

- Pro Wrestling Illustrated
  - Situado en el Nº372 en los PWI 500 de 2016[27]